# Фландрийский красный эль
Фландрийский (фламандский) красный эль (англ. Flanders Red Ale) — стиль бельгийского пива. В соответствии с классификацией стилей пива, фландрийский красный эль является разновидностью пивного стиля «кислый эль» (Sour Ale).
Фландрийский красный эль возник в Западной Фландрии, типичным примером является продукция пивоваренного завода Rodenbach, открытого в 1820 году, производство которого основано на старинных пивоваренных традициях.
Пиво выдерживается до двух лет в дубовых бочках. Часто практикуется смешивание выдержанного и молодого пива. Этот эль также известен как «бельгийский бургундский», так как похож на красное вино. Красный цвет обуславливается солодом и продолжительной выдержкой.
Фландрийский красный эль имеет богатый фруктовый вкус и аромат чёрной вишни, малины, апельсинов, сливы и красной смородины с нотками ванили и/или шоколада. Изготавливается из венского и мюнхенского солода и небольшого количества специального солода, содержащего до 20 % кукурузы и других зерновых культур. Обычно используется континентальный или британский хмель. В процессе брожения и достижения окончательного вкуса участвуют культуры дрожжей Saccharomyces, Lactobacillus и Brettanomyces и уксуснокислые бактерии. Содержание алкоголя составляет 5,0-5,5 %.
Примеры торговых марок: Rodenbach Klassiek, Rodenbach Grand Cru, Bellegems Bruin, Duchesse de Bourgogne, New Belgium La Folie, Petrus Oud Bruin, Southampton Publick House Flanders Red Ale, Verhaege Vichtenaar.